# 本橋仁
本橋 仁（もとはし じん）は、日本の建築史家、キュレーター。金沢21世紀美術館レジストラー。

## 概要
博士（工学）。専門は日本近代建築史。メグロ建築研究所取締役、早稲田大学建築学科助手、京都国立近代美術館特定研究員、文化庁在外芸術家研修員としてThe Canadian Centre for Architecture（CCA）。

## 作品
- 「旧本庄商業銀行煉瓦倉庫」（1896年竣工、2017年改修）

## 著書
- 『クリティカル・ワード 現代建築──社会を映し出す建築の100年史』（編著、フィルムアート、2022）
- 『ホルツ・バウ──近代初期ドイツ木造建築』（共編著、TOTO出版、2022）[3]

## 企画
- 「第14回ヴェネチアビエンナーレ国際建築展日本館」（2014）[4]
- 「分離派建築会100年　建築は芸術か？」（京都国立近代美術館、2020）[5]